# Побега, Томмазо
Томмазо Побега (итал. Tommaso Pobega; род. 15 июля 1999, Триест) — итальянский футболист, полузащитник клуба «Милан», выступающий на правах аренды за клуб «Болонья».

## Клубная карьера
Побега — воспитанник клубов «Триестина» и «Милан». В 2018 году для получения игровой практики Томмазо перешёл на правах аренды из стана последних в «Тернану». 7 октября в матче против «Ренате» он дебютировал в итальянской Серии C. 27 декабря в поединке против «Терамо» Томмазо забил свой первый гол за «Тернану». Летом 2019 года Побега был арендован «Порденоне». 26 августа в матче против «Фрозиноне» он дебютировал в итальянской Серии B. В этом же поединке Томмазо сделал «дубль», забив свои первый голы за «Порденоне». В 2020 году он продлил контракт с «Миланом».
Летом 2020 года Побега на правах аренды присоединился к «Специи». 27 сентября в матче против «Сассуоло» он дебютировал в итальянской Серии A. 1 ноября в поединке против «Ювентуса» Томмазо забил свой первый гол за «Специю».
Летом 2021 года Побега был арендован «Торино». В матче против «Салернитаны» он дебютировал за новую команду. В этом же поединке Томмазо забил свой первый гол за «Торино». Летом 2022 года Побега вернулся в «Милан». 13 августа в матче против «Удинезе» он дебютировал за основной состав. 8 января 2023 года в поединке против «Ромы» Томассо забил свой первый гол за «Милан». 

## Международная карьера
В 2021 году Побега в составе молодёжной сборной Италии принял участие в молодёжном чемпионате Европы в Венгрии и Словении. На турнире он сыграл в матчах против команд Чехии, Словении, Испании и Португалии. В поединке против португальцев Томмазо забил гол.
4 июня 2022 года в матче Лиги наций против сборной Германии Побега дебютировал за сборную Италии.

## Достижения
«Болонья»
- Обладатель Кубка Италии: 2024/25